# Dijiahe
Dijiahe är en socken i nordvästra Kina. Den ligger i Qingcheng härad i Qingyang i provinsen Gansu, omkring 340 kilometer öster om provinshuvudstaden Lanzhou. Antalet invånare är 5 952. Befolkningen består av 2 897 kvinnor och 3 055 män. Barn under 15 år utgör 17,0 %, vuxna 15-64 år 74 %, och äldre över 65 år 7,0 %.